# Синадокса
Синадокса (лат. Sinadoxa) — монотипный род цветковых растений семейства Адоксовые (Adoxaceae). Единственный вид — Синадокса хохлатколистная (Sinadoxa corydalifolia), многолетнее травянистое растение из Китая, эндемик региона Хэндуаньшань (Сино-Тибетские горы).
Род и вид были описаны в 1981 году в журнале Acta Phytotaxonomica Sinica известным китайским ботаником У Чжэнъи и его коллегами. Название рода образовано от латинского слова Sina («Китай») и названия рода Adoxa.

## Распространение
Растение встречается в уездах Нангчен и Юйшу (юг китайской провинции Цинхай) на высоте от 3900 до 4800 м в расщелинах скал, во влажных ущельях, на горных щебнистых склонах.

## Биологическое описание
Многолетнее травянистое растение с прямым корневищем и волокнистыми корнями. Стебли голые, числом от двух от четырёх. Листья имеются как в прикорневой розетке (около десяти штук), так и на стебле (два супротивных листа); и прикорневые, и стеблевые листья тройчатые либо дважды тройчатые (то есть тройчатые с тройчатораздельными листочками).
Цветки мелкие, с двойным околоцветником. Чашечка мясистая, чашеобразная, обычно 3-лопастная. Венчик — с короткой трубкой, 3- или 4-лопастный. Тычинки имеются как фертильные, так и стерильные (стаминодии) — число и тех, и других совпадает с числом лопастей у венчика. Плодолистиков два. Завязь яйцевидно-шаровидная, полунижняя; столбик отсутствует, рыльце одиночное. Время цветения — июнь-июль.

## Комментарии
1. 1 2  В Большой российской энциклопедии (2005) допущена явная ошибка в русском и латинском названиях этого рода — Хинадокса (Chinadoxa)[1]: такое латинское название отсутствует в крупнейших базах данных названий растений IPNI и TPL.